# Xylogramma longum
Xylogramma longum är en svampart som först beskrevs av Christiaan Hendrik Persoon, och fick sitt nu gällande namn av Rehm 1888. Xylogramma longum ingår i släktet Xylogramma och familjen Helotiaceae.   Inga underarter finns listade i Catalogue of Life.